# Купа (приток Куты)
Купа́ — река в Иркутской области России.
Длина — 166 км, площадь водосборного бассейна — 3460 км². Протекает по территории Нижнеилимского и Усть-Кутского районов. От посёлка Семигорск вдоль реки проходит линия Восточно-Сибирской железной дороги (Байкало-Амурская магистраль).
Напротив села Каймоново впадает в реку Куту в 65 км от её устья по правому берегу.
Среднегодовой расход воды в районе устья основного притока — реки Муки (42 км от устья) — составляет 16,97 м³/с.
| Средний расход воды (м³/с) реки Купы по месяцам и за год с 1956 по 1990 гг. (замеры производились на гидрологическом посту в районе устья р. Муки, в 42 км от устья) |

## Данные водного реестра
По данным государственного водного реестра России и геоинформационной системы водохозяйственного районирования территории РФ, подготовленной Федеральным агентством водных ресурсов:
- Бассейновый округ — Ленский
- Речной бассейн — Лена
- Водохозяйственный участок — Лена от истока до города Усть-Кута

### Притоки
(указано расстояние от устья)
- 0,6 км: река Каймонка
- 14 км: река Подъёмная
- 43 км: река Мука
- 65 км: река Избушечная
- 69 км: река Братанка (Лев. Братанка)
- 84 км: река Ключевая
- 86 км: река Талая
- 90 км: река Ивакова
- 94 км: река Слопешный
- 96 км: река Таленькая
- 102 км: река Столбовка
- 110 км: река Баганырь
- 111 км: река Сухая 1-я
- 121 км: река Золотиха
- 125 км: река Правый Пряникова
- 134 км: река без названия
- 156 км: река без названия